# Microstróbilo
Em botânica, chama-se microstróbilo à inflorescência masculina das coníferas, que normalmente não tem o aspecto do megastróbilo, a pinha ou estróbilo feminino.
Os estróbilos são ramos modificados (como as flores nas angiospérmicas) formados por um eixo onde se desenvolvem, de forma helicoidal, folhas reprodutivas. No microstróbilo, essas folhas denominam-se microsporófilos, em cujas páginas abaxiais se desenvolvem os microsporângios, ou "sacos de polen".